# سهره سینه‌سرخ ورسنگلی
سهره سینه‌سرخ ورسنگلی (نام علمی: Linaria johannis) گونه‌ای از سهره‌های تیرهٔ سهرگان (Fringillidae) است که تنها در شمال شرقی سومالی یافت می‌شود. زیستگاه طبیعی آن جنگل‌های خشک نیمه‌گرمسیری یا گرمسیری و بوته‌زارهای نیمه‌گرمسیری یا گرمسیری با ارتفاع زیاد است. نابودی زیستگاه آن را تهدید می‌کند.